# Samuel Santos
Samuel Santos (25 de abril de 1990) es un futbolista brasileño que juega como centrocampista en el Paysandu S. C. del Campeonato Brasileño de Serie C.

## Trayectoria

### Clubes
| Club                    | País     | Año       |
| ----------------------- | -------- | --------- |
| Mirassol F. C.          | Brasil   | 2011-2012 |
| ABC F. C. (cedido)      | Brasil   | 2011      |
| A. D. São Caetano       | Brasil   | 2012-2014 |
| C. A. Bragantino        | Brasil   | 2014      |
| E. C. Santo André       | Brasil   | 2015      |
| Botafogo-SP             | Brasil   | 2015-2016 |
| C. S. Marítimo          | Portugal | 2016      |
| Botafogo-SP             | Brasil   | 2017      |
| Figueirense F. C.       | Brasil   | 2018      |
| E. C. São Bento         | Brasil   | 2018      |
| Albirex Niigata         | Japón    | 2019      |
| E. C. Juventude         | Brasil   | 2020-2021 |
| Mirassol F. C. (cedido) | Brasil   | 2021      |
| Guarani F. C. (cedido)  | Brasil   | 2021      |
| Londrina E. C.          | Brasil   | 2022      |
| Paysandu S. C.          | Brasil   | 2023-     |